# جان کیگان
سر جان دزموند پاتریک کیگان (به انگلیسی: Sir John Desmond Patrick Keegan) (زادهٔ ۱۵ مه ۱۹۳۴ در کلاپهام، لندن، انگلستان، بریتانیا – درگذشتهٔ ۲ اوت ۲۰۱۲ در کیلمینگتون، انگلستان) از نویسندگان جنگ بریتانیایی بود.

## زندگی
جان دزموند پاتریک کیگان ۱۵ مهٔ سال ۱۹۳۴ (۲۰ اردی‌بهشت سال ۱۳۱۳) در لندن متولد شده بود. وی یک تاریخدان انگلیسی، مدرس، نویسنده و روزنامه‌نگار بود که برای آثارش در سال ۲۰۰۰ مفتخر به دریافت لقب «سِر» شد.
در نهایت جان کیگان در روز ۲ اوت ۲۰۱۲ در سن ۷۸ سالگی در منزلش واقع در انگلستان درگذشت.

## نویسندگی
کیگان نویسندهٔ بیش از ۲۰ عنوان کتاب است که مهمترین آن‌ها از نظر طرفداران او و کارشناسان کتاب، «چهرهٔ جنگ» است.
یکی از کارهای دیگر او با رفتن به کشور لبنان و نوشتن در مورد جنگ داخلی آن کشور شکل گرفت. وی در کتاب «تاریخ جنگ» که در سال ۱۹۹۳ نوشته به طرح یک سؤال می‌پردازد: چرا مردان می‌جنگند؟ و در ادامه به استدلال این می‌پردازد که جنگ و مخصوصاً جنگ جهانی اول یک اشتباه بزرگ از سوی کشورهای در حال جنگ بود.
وی کتاب‌های زیادی نوشته و «جنگ عراق» از دیگر کتاب‌هایش است که سال ۲۰۰۶ به چاپ رسیده‌است. او در این کتاب به بررسی توجیه جنگ آمریکا در عراق برای از بین بردن صدام حسین می‌پردازد.
هیچ‌یک از کتاب‌های او نتوانست به اندازه کتاب «چهرهٔ جنگ» که در سال ۱۹۷۶ نوشته شد، در ادبیات جهان معروف شود. نویسندگان انگلیسی و منتقدان این کتاب را شاهکار کیگان می‌دانند و یکی از تاریخ‌شناسان کمبریج این کتاب را به عنوان کتابی خلاق و دارای متنی زیبا و درخشان تحسین کرده‌است.
کیگان سه جنگ را در این کتاب بررسی می‌کند: جنگ اگینکورت (۱۴۱۵)، نبرد واترلو (۱۸۱۵) و سومی (۱۹۱۶) که هر سه جنگ در انگلستان صورت گرفته‌اند. داستان‌های این سه جنگ غم‌انگیز است و به همین دلیل او را یکی از نویسندگان جنگ از سدهٔ ۱۴ میلادی تا ۲۱ میلادی می‌دانند.

## پی‌نوشت
1. 1 2 3 4 5 6 7  «جان کیگان درگذشت»،  ایبنا.